# فروغر
فروغر (بالإنجليزية: Frogger)‏ ، هي لعبة إلكترونية من نوع لعبة منصات، أنتجت عام 1981م.

## طريقة اللعبة
يجب أن يتخطى الضفدع وأن يسير في وسط الشارع للوصول إلى الهدف الآمن، وان يحذر من المركبات البطيئة والسريعة بمن فيها السيارات والشاحنات.